# Fagus hayatae
Espèce
Classification phylogénétique
Statut de conservation UICN

VU : Vulnérable

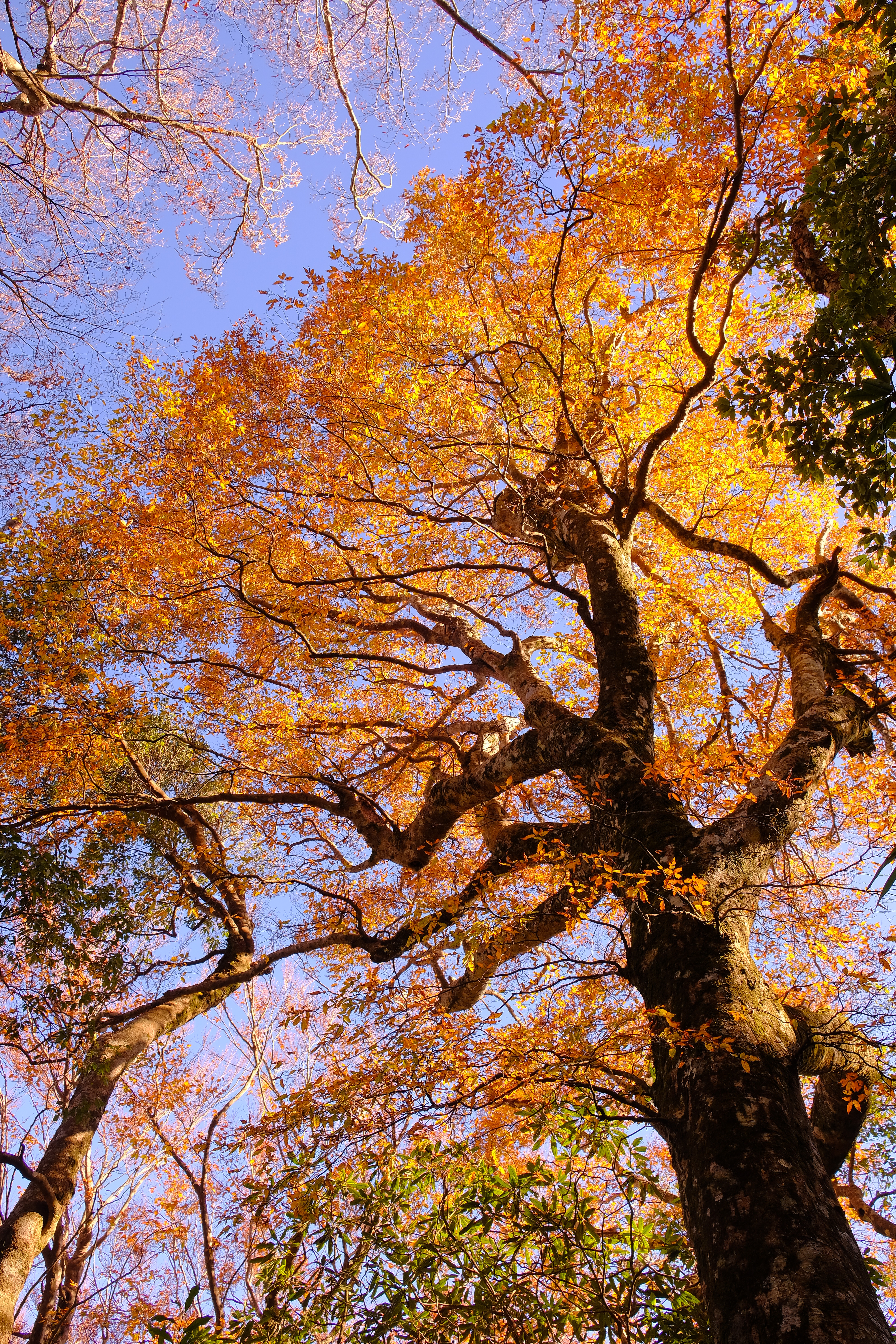

Fagus hayatae, également connu sous le nom de hêtre de Taiwan, est une espèce de hêtre de la famille des Fagaceae.
Il peut atteindre 20 m de hauteur.C'est la seule espèce de hêtre originaire de Taiwan.
L'UICN le signale , comme endémique à Taiwan dans "Flore de Chine" et "Flora of Taiwan" le signale également depuis la Chine ; "Flore de Chine" rapporte une répartition large mais discontinue sur le continent entre le Sichuan au sud-ouest et le Zhejiang à l'est. Il est actuellement classé « vulnérable ».

## Informations sur le taxon
- basionyme Fagus pashanica C.C.Yang (1978)

### Sous espèces
- Fagus hayatae subsp. pashanica (C.C.Yang) (1998)
- Fagus hayatae var. zhejiangensis M.C.Liu & M.H.Wu ex Y.T.Chang & C.C.Huang (1988)
- Fagus hayatae subsp. pashanica (C.C.Yang) R.Peter (1992)